# Ana Cristina Porto
Ana Cristina Vilela Porto (Belo Horizonte, 1 de outubro de 1982) é uma voleibolista indoor brasileira, atuante na posição de levantadora, que servindo as categorias de base da seleção brasileira conquistou a medalha de ouro no Campeonato Sul-Americano Infanto-Juvenil de 1998 e a de prata no Campeonato Mundial nesta categoria no ano de 1999, em Portugal. Na categoria juvenil obteve o título do Campeonato Sul-Americano de 2000, na Colômbia, e sagrou-se medalhista de ouro no Campeonato Mundial de 2001, na República Dominicana. Teve passagem pela seleção principal e destacou-se pela seleção brasileira militar, alcançando o pentacampeonato mundial consecutivo nos anos de 2010, 2011, 2012, 2014 e 2015. Em clubes, foi medalhista de prata no extinto Torneio Internacional Salonpas Cup de 2004, no Brasil, e de ouro no Torneio Internacional Top Volley no mesmo ano, na Suíça. Nesta última competição conquistou a medalha de prata na edição de 2010 e disputou a edição de 2014 da Challenge Cup.

## Carreira
Seus primeiros passos  no voleibol  deu-se em sua cidade natal no Barroca Tênis Clube, época que tinha aos nove anos de idade, e em tal clube treinava ao lado de sua irmã Ana Flávia, permanecendo por cinco anos e seguiu sem a companhia desta irmã que teve que operar o joelho direito e largou a carreira.
Ana Cristina transferiu-se por em 1997 para o  Mackenzie E.C. e no ano seguinte o técnico Antônio Rizola Neto a convoca para Seleção Brasileira, categoria infanto-juvenil, para disputar nesta categoria o Campeonato Sul-Americano de 1998 em Sucre- Bolívia, sagrando-se  campeã da edição.
Em 1999 foi convocada novamente por Antônio Rizola e disputou o Campeonato Mundial Infanto-Juvenil sediado em Funchal-Portugal e conquistou nesta competição a medalha de prata e neste ano por intermédio deste técnico integrou a Seleção Brasileira, também na categoria juvenil visando o Campeonato Sul-Americano Juvenil de 2000, que se realizou em Medellín-Colômbia, e esta edição disputou pela representação brasileira alcançando a medalha de ouro.
Ainda no ano de 2000 passou a representar a Recra/Ribeirão Preto. Disputou a edição da Superliga Brasileira A 2000-01 pelo São Caetano E.C. contribuindo com 24 pontos, destes  9 foram de ataques,  12 de bloqueios e 3 de saques e finalizando na sexta posição.
Voltou a servir a Seleção Brasileira na edição do Campeonato Mundial Juvenil em Santo Domingo-República Dominicana e conquistou a medalha de ouro na competição, atuando como titular e vestindo a camisa#6, cuja atuação foi bastante elogiada pelo técnico Antônio Rizola e este declarou-se inconformado por ela não ter sido apontada com a melhor levantadora da competição.
Ainda em 2001 foi convocada pela primeira vez  para seleção principal e para ela foi uma surpresa ser convocada pelo técnico Marco Aurélio Motta para disputar a Copa da Amizade contra o selecionado cubano, uma série de quatro jogos nas cidades de Belém (duas partidas), Recife e Aracaju, sendo sua estreia no terceiro amistoso, conquistando o título por antecipação.
E renovou com o mesmo clube, este utilizou a alcunha do Açúcar União/São Caetano na temporada 2001-02, e por este foi sexto lugar na Superliga Brasileira A correspondente, nesta edição contribuiu com sete pontos, destes dois de ataque, igualmente pontuação no bloqueio e no fundamento de saque somou três.
Em mais  uma jornada pelo Açúcar União/São Caetano conquistou o segundo lugar no Campeonato Paulista de 2002 e foi sexto lugar novamente na Superliga Brasileira A 2002-03 somando cinco pontos, sendo um de ataque e quatro de saques.
Transferiu-se para o  BCN/Osasco e em 2003 conquistou o título do Campeonato Paulista, no mesmo ano foi vice-campeã dos Jogos Abertos do Interior em Santos de 2003 e ouro na edição dos Jogos Regionais de São Paulo; e por este time disputou a Superliga Brasileira A 2003-04, este utilizando alcunha Finasa/Osasco e contribuiu com três pontos, 2 de ataques e 1 de saque.
Renovou com o Finasa/Osasco para o período esportivo seguinte e alcançou o vice-campeonato no extinto Torneio Internacional Salonpas Cup 2004, sediado em São Paulo e campeã do Torneio Internacional Top Volley na Basiléia-Suíça.
Ainda pelo Finasa/Osasco conquistou o bicampeonato no Campeonato Paulista de 2004 e também o campeonato nos Jogos Regionais  e o título da Copa São Paulo.Na Superliga Brasileira A 2004-05 conquistou o bicampeonato e  registrou na edição trinta e cinco pontos, destes 14 foram de ataques, 13 de bloqueios e 8 de saques.
Disputou a temporada 2005-06 pela Blue Life/Pinheiros; por este clube sagrou-se vice-campeã na Copa São Paulo de 2005 e também no Campeonato Paulista de 2005, sendo a capitã da equipe e  competiu também por este na Superliga Brasileira A 2005-06 encerrando na quinta posição.
Novamente foi contratada pelo São Caetano/Mon Bijou para as disputas do período 2006-07, quando conquistou o bronze na Copa São Paulo de 2006, obteve o ouro nos Jogos Abertos do Interior, realizados em São Bernardo do Campo, além disso disputou sua segunda participação em edições dos  Jabs , estes realizados em Nova Friburgo,  alcançando por este clube as semifinais da competição sendo finalista e no Campeonato Paulista  de 2006 terminou na obteve o vice-campeonato e na Superliga Brasileira A 2006-07 termina na quinta posição.
Renovou o contrato com o mesmo clube, este passou a utilizar a alcunha: São Caetano/Detur; e representando-o foi vice-campeã do Campeonato Paulista de 2007 e neste mesmo ano termina com a prata nos Jogos Abertos do Interior na Praia Grande. Alcançou a mesma colocação anterior na Superliga Brasileira A 2007-08.
Permanece por mais uma jornada representando o time da cidade de São Caetano do Sul, desta vez utilizou a alcunha de São Caetano/Blausiegel nas competições de 2008-09; sagrando-se em 2008: campeã dos Jogos Regionais  de Santo André,  vice-campeã da Copa Brasil, vice-campeã nos Jogos Abertos de Piracicaba e foi bronze na edição deste ano do Campeonato Paulista. E encerrou a temporada contribuindo para seu clube avançar as semifinais na Superliga Brasileira A de 2008-09 encerrando com o bronze da competição.
Em 2009 foi contratada pelo Vôlei Futuro , sagrando-se  neste ano vice-campeã dos Jogos Abertos do Interior de Santo André  e disputou a edição a Superliga Brasileira A 2009-10 encerrou em quinto lugar e figurou na quinta posição entre as melhores levantadoras da edição.
Em 2010 foi convocada para Seleção Brasileira Militar e por esta disputou a 31ª edição do Campeonato Mundial Militar, realizado na Base dos Fuzileiros Navais de Cherry Point, no estado da Carolina do Norte, nos Estados Unidos, sagrando-se campeã na primeira participação do Brasil na variante feminina, sendo eleita a atleta com o melhor saque da edição.
Pelo Vôlei Futuro permaneceu no elenco que disputou a jornada 2010-11, sagrando-se vice-campeã do Campeonato Paulista de 2010; no mesmo ano foi vice-campeã do Torneio Internacional Top Volley sediado na Suíça.
Alcançou o título dos Jogos Abertos do Interior de Santos de 2010 e esteve no grupo que avançou as semifinais da Superliga Brasileira A 2010-11. Ana Cristina  estava no ônibus no qual viajava com a equipe para disputar a semifinal da referida Superliga, quando sofreu cortes causados pelo vidro, deixou o local com o braço direito enfaixado, a equipe encerrou com o bronze da edição.
Voltou a integrar a Seleção Brasileira Militar em 2011 e disputou a 32ª edição do Campeonato Mundial Militar deste ano, edição que faz parte da 5ª edição dos Jogos Mundiais Militares, estes sediados no Rio de Janeiro- Brasil e conquistou a medalha de ouro.
Em sua terceira jornada consecutiva pelo Vôlei Futuro sagrou-se campeã nos Jogos Regionais de Araçatuba em 2011, nas ficou com a medalha de prata nos Jogos Abertos de Mogi das Cruzes.
Ainda em 2011 conquistou o título do Campeonato Paulista e foi bronze na Superliga Brasileira A 2011-12 por esse clube e foi a sétima colocada entre as melhores atletas no levantamento.
Recebeu nova convocação para Seleção Brasileira Militar, e disputou a 33ª edição do Campeonato Mundial Militar de 2012 em Amsterdã, obtendo tricampeonato consecutivo e eleita a Melhor Levantadora da competição.
Transferiu-se no período 2012-13 para  BMG/São Bernardo e foi vice-campeã dos Jogos Regionais de Bauru em 2012 e disputou a Superliga Brasileira A 2012-13 e sua equipe nçao fez uma boa campanha, encerrando na décima posição, ou seja, a última posição, sendo a equipe rebaixada.
Pela primeira vez na carreira transferiu-se para atuar fora do pais, defendendo o Hotel Cristal VFMna Liga A Suíça correspondente a temporada 2013-14, encerrando na Liga Nacional A da Suíça deste período em sexto lugar, e disputou por este clube a edição da Challenge Cup de 2014, quando finalizou na trigésima terceira posição.
Ainda em 2014 representou a Seleção Brasileira Militar na 35ª edição do Campeonato Mundial Militar, realizado novamente no Rio de Janeiro, sagrando-se tetracampeã consecutivamente  na história da competição.
Em mais uma temporada pelo Hotel Cristal VFM, atuou como capitã da equipe nas competições de 2014-15 encerrando em quinto lugar na  Liga Nacional A  da Suíça correspondente. Em 2015 foi convocada para Seleção Brasileira Militar e disputou o Mundial Militar de 2015 e alcançou a medalha de ouro nos Jogos Mundiais Militares em Mungyeong. Renovou com o clube suíço para jornada 2015-16 e é a capitã da equipe e disputou a Challenge Cup 2016 avançando as oitavas de final.

## Títulos e resultados
- Copa da Amizade: 2001[10][11]
- Copa Brasil:2008[41]
- Superliga Brasileira A: 2003-04[20][3]e 2004-05[4][3]
- Superliga Brasileira A:2008-09,[45] 2010-11[5]e 2011-12[67]
- Jabs:2006[carece de fontes?]
- Jogos Regionais de São Paulo:2003,[3] 2004,[4] 2008[40] e 2011[63] e 2012[71]
- Jogos Abertos do Interior de São Paulo:2006,[31] 2010[55]
- Jogos Abertos do Interior de São Paulo:2003,[19] 2007,[37] 2008,[42] 2009[46] e 2011[64]
- Campeonato Paulista: 2003,[17] 2004[24] e 2011[65]
- Campeonato Paulista: 2002,[3][13] 2005,[28]2006,[34] 2007[36] e 2010[51]
- Campeonato Paulista:2008
- Copa São Paulo: 2004[4]
- Copa São Paulo: 2005[26]
- Copa São Paulo: 2006[30]

## Premiações individuais
- Melhor Levantadora do Campeonato Sul-Americano de Clubes Feminino de 2021
- Melhor Levantadora do Campeonato Mundial Militar de 2012[69][3]
- Melhor Sacadora do Campeonato Mundial Militar de 2010[50][3]
- 5ª Melhor Levantadora da Superliga Brasileira A de 2009-10[49]